# Óscar Rentería
Óscar Rentería Jiménez (Cali, 2 de octubre de 1947) es un periodista deportivo colombiano con una extensa carrera en los medios de ese país, ganador del Premio Nacional de Periodismo Simón Bolívar en 1983.

## Primeros años y estudios
Rentería nació en la ciudad de Cali, Valle del Cauca. Se graduó de la Institución Educativa de Santa Librada e inicialmente quiso dedicarse al fútbol profesional, llegando a integrar incluso las divisiones menores del club caleño América.

## Carrera
Inició su carrera como locutor radial en una emisora local llamada Radio Sideral. Acto seguido ingresó en el Periódico Occidente, donde se desempeñó como redactor y corresponsal de deportes En 1967 fue enviado a cubrir los Juegos Panamericanos de Winnipeg. Más tarde ingresó en la popular cadena radial Todelar, donde se dedicó principalmente a cubrir eventos futbolísticos, realizando trabajo de campo. En un partido entre la selección colombiana de fútbol y el club brasileño Santos, Rentería tuvo la oportunidad de realizarle una entrevista a Pelé, hecho que catapultó su carrera en el periodismo deportivo.
En 1971 dirigió la transmisión deportiva de los Juegos Panamericanos de Cali. Tras un breve paso por los medios de Cúcuta, Rentería regresó a su natal Cali para desempeñarse en Caracol Radio al lado de destacados periodistas como Mario Alfonso Escobar, César Augusto Londoño y Rafael Araujo Gámez. Laboró además como redactor del diario El País y figuró en otros medios escritos como El caleño, Gráfico deportivo y Periódico Occidente.

### Actualidad
Del 2019 hasta 2023 hizo parte del equipo del espacio radial de Caracol El Pulso del Fútbol lunes a vienes de 1 a 2 de la tarde que dirige César Augusto Londoño que nombró a Óscar como el director de la Asociación Saca Técnicos de Fútbol. también hizo parte del equipo de los espacios deportivos Conexión y La Polémica del canal de televisión Win Sports junto a otros experimentados periodistas y como César Augusto Londoño, Hugo Illera, Diego Rueda y Wbeimar Muñoz. Desde el 2022 trabajó exclusivamente con Caracol Radio.
El 6 de marzo del 2023 en el programa del El Pulso del Fútbol Rentería hizo unas declaraciones sobre la presunta violación que cometió el jugador del PSG Achraf Hakimi, 
"Una mujer no debía ir sola a un apartamento de un futbolista”.
Estas declaraciones del periodista molestaron a algunos oyentes del programa por lo cual enviaron una queja a las directivas de Caracol en Colombia y una semana después el 15 de marzo las directivas tomaron la decisión de despedir a Rentería debido a esas declaraciones por lo cual se consideraron machistas 
Después Oscar se pronunció a través sus redes sociales por lo cual dijo que eso era un malentiendo y que estaba sorprendido por la decisión, por lo cual Rentería recibió una multitud de respaldo de los oyentes a través de las plataformas e internet cuando se conoció la noticia.
El 16 de julio volvió a la Television con Telepacifico

## Vida personal
Óscar Rentería se considera un fiel hincha del América de Cali y del Deportivo Cali